# Is This Desire?
Is This Desire? — четвёртый студийный альбом английской рок-исполнительницы Пи Джей Харви, изданный в 1998 году.

## Об альбоме
Is This Desire? был неоднозначно встречен критиками: некоторые были разочарованы экспериментальным стилем Харви, однако в целом отзывы были положительными. Альбом получил статус золотого во Франции и был номинирован на «Грэмми», но в итоге премия досталась Беку за Mutations. Сама Пи Джей Харви в интервью The Daily Telegraph назвала Is This Desire? своей лучшей записью и пиком карьеры.

## Список композиций
Слова и музыка всех песен — Пи Джей Харви.
| №   | Название              | Длительность |
| --- | --------------------- | ------------ |
| 1.  | «Angelene»            | 3:34         |
| 2.  | «The Sky Lit Up»      | 1:52         |
| 3.  | «The Wind»            | 4:01         |
| 4.  | «My Beautiful Leah»   | 1:59         |
| 5.  | «A Perfect Day Elise» | 3:06         |
| 6.  | «Catherine»           | 4:05         |
| 7.  | «Electric Light»      | 3:04         |
| 8.  | «The Garden»          | 4:12         |
| 9.  | «Joy»                 | 3:40         |
| 10. | «The River»           | 4:52         |
| 11. | «No Girl So Sweet»    | 2:45         |
| 12. | «Is This Desire?»     | 3:25         |

## Участники записи
- Пи Джей Харви — вокал, гитара
- Мик Харви — бас-гитара, клавишные
- Джон Пэриш — гитара, клавишные
- Роб Эллис — ударные, перкуссия
- Эрик Дрю Фельдман — фортепиано, клавишные

Дополнительные музыканты
- Джо Гор — гитара
- Джереми Хогг — гитара
- Терри Эдвардс — труба
- Ричард Хант — скрипка